# Литвиненко, Василий Дмитриевич
Васи́лий Дми́триевич Литвине́нко (1895—1966) — красноармеец Рабоче-крестьянской Красной Армии, участник Великой Отечественной войны, Герой Советского Союза (1944).

## Биография
Родился 15 марта 1895 года в селе Великая Чернетчина (ныне — Сумский район Сумской области Украины). Окончил два класса церковно-приходской школы.
В 1915—1917 годах служил в царской армии. В декабре 1918 года был призван на службу в Рабоче-крестьянскую Красную армию. Участвовал в Гражданской войне. В 1930-х годах работал в колхозе.
В начале Великой Отечественной войны оказался в оккупации, после освобождения в августе 1943 года повторно был призван в армию. С того же времени — на фронтах Великой Отечественной войны. В боях два раза был ранен. К ноябрю 1943 года красноармеец Василий Литвиненко был стрелком 520-го стрелкового полка 167-й стрелковой дивизии 38-й армии Воронежского фронта. Отличился во время Киевской операции. 6 ноября 1943 года заменил собой выбывшего из строя командира роты, после чего поднял её в атаку и первым ворвался в село Жуляны (ныне — в черте Киева). В том бою он лично уничтожил несколько солдат противника и одно штурмовое орудие.
Указом Президиума Верховного Совета СССР «О присвоении звания Героя Советского Союза генералам, офицерскому, сержантскому и рядовому составу Красной Армии» от 10 января 1944 года за «образцовое выполнение боевых заданий командования на фронте борьбы с немецко-фашистскими захватчиками и проявленные при этом отвагу и геройство» был удостоен высокого звания Героя Советского Союза с вручением ордена Ленина и медали «Золотая Звезда» за номером 2460.
После окончания войны был демобилизован. Проживал и работал на родине, после выхода на пенсию переехал в Сумы. Был также награждён рядом медалей.
Умер 9 мая 1966 года в Сумах.